# Querido Verlag

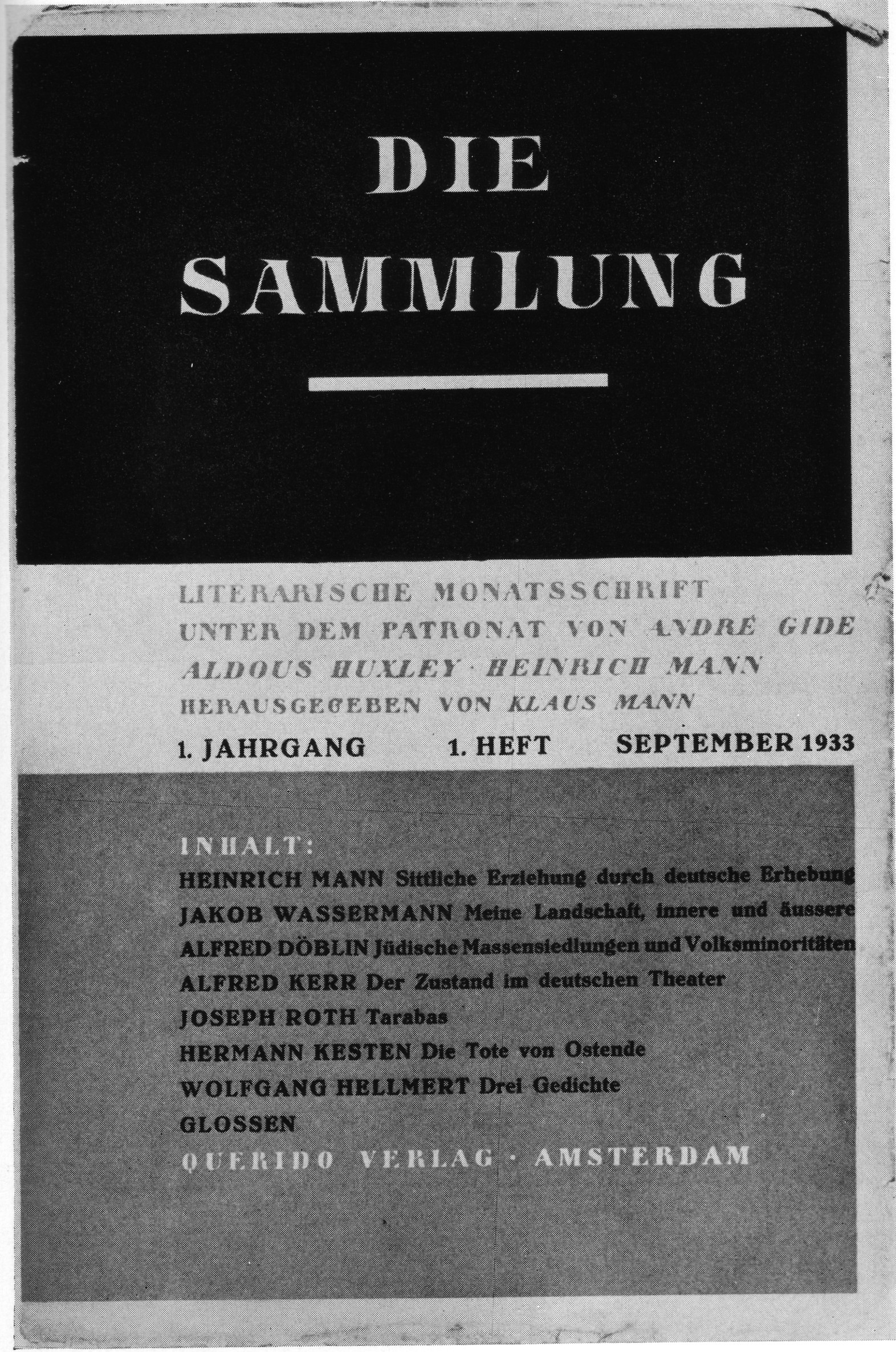
Die Sammlung, septembrie 1933, o revistă fondată de către Klaus Mann și susținută de autori precum André Gide și Aldous Huxley.

Querido Verlag este o veche editură germanofonă cu sediul în Amsterdam, care a fost fondată în 1933 de către Emanuel Querido (1871–1943) și Fritz Helmut Landshoff. Ea a publicat autori antinaziști interziși în Germania, cum ar fi Alfred Döblin, Lion Feuchtwanger, Heinrich și Klaus Mann, Joseph Roth și Anna Seghers.

## Autori publicați
- Theodor W. Adorno
- Vicki Baum
- Bernard von Brentano
- Alfred Döblin
- Albert Einstein
- Lion Feuchtwanger
- Bruno Frank
- Leonhard Frank
- Alexander Moritz Frey
- Anna Gmeyner
- Oskar Maria Graf
- Thomas Theodor Heine
- Fritz Heymann
- Max Horkheimer
- Heinrich Eduard Jacob
- Georg Kaiser
- Marta Karlweis
- Hans Keilson
- Kurt Kersten
- Hermann Kesten
- Irmgard Keun
- Annette Kolb
- Emil Ludwig
- Erika Mann
- Heinrich Mann
- Klaus Mann
- Thomas Mann
- Valeriu Marcu
- Ludwig Marcuse
- Robert Neumann
- Rudolf Olden
- Erich Maria Remarque
- Gustav Regler
- Joseph Roth
- Arthur Schnitzler
- Leopold Schwarzschild
- Anna Seghers
- Wilhelm Speyer
- Ernst Toller
- Jakob Wassermann
- Alfred Wolfenstein
- Arnold Zweig